# Taxe due par les concessionnaires d'autoroutes
Lire en ligne

Lire sur Légifrance

La taxe due par les concessionnaires d'autoroutes ou taxe d'aménagement du territoire (TAT) est un impôt à la charge des concessionnaires d'autoroutes en France afin de financer les infrastructures de transport.
Son montant varie en fonction du nombre de kilomètres parcourus par les usagers par an, calcul réalisé à partir des enregistrements issus des gares de péage. Elle est régie par l'article 302 bis ZB du code général des impôts.

## Historique
Le Fonds d'investissement des transports terrestres et des voies navigables (FITTVN) avait été créé par l'article 47 de la loi n° 94-1162 du 29 décembre 1994 de finances. Deux taxes servaient à alimenter ce compte d'affectation spéciale :
- une taxe sur les titulaires d'ouvrages hydroélectriques concédés ;
- une taxe sur les concessionnaires d'autoroutes, dite également taxe d'aménagement du territoire (TAT).

Le fonds, destiné à l'origine à permettre de développer de nouvelles infrastructures, a été supprimé en 2000 mais les recettes alimentaient le budget général.
En janvier 2004, la taxe sur les titulaires d'ouvrages hydroélectriques est supprimée. À sa création, cette taxe était supportée par les sociétés concessionnaires d'autoroutes au taux de 2 centimes par kilomètre parcouru. La loi de finances initiale pour 1996 a fait passer le taux de la TAT de 2 à 4 centimes par kilomètre parcouru à compter du 1er janvier 1996.
La loi de finances initiale pour 2000 a fait passer ce taux de 4 à 4,5 centimes par kilomètre parcouru à compter du 1er janvier 2000, ce qui correspond au taux de 6,86 euros par 1000 kilomètres. Sur l'exercice 2003, la TAT versée a été de 480,7 millions d'euros.
| Concessionnaire     | ASF - ESCOTA | SAPRR   | AREA   | SANEF  | SAPN   | ATMB  | SFTRF | COFIROUTE | Total   |
| ------------------- | ------------ | ------- | ------ | ------ | ------ | ----- | ----- | --------- | ------- |
| Montant TAT (en M€) | 199 500      | 101 705 | 26 451 | 65 862 | 20 784 | 4 753 | 1 397 | 60 262    | 480 714 |

La loi de finances pour 2020 a instauré une revalorisation automatique de la taxe en partie en fonction de l'inflation.